# Campeonato Panamericano de Béisbol Sub-14 de 2009
El Campeonato Panamericano de Béisbol Sub-14 de 2009 con categoría Juvenil A, se disputó en Guayaquil, Ecuador del 17 al 25 de octubre de 2009. El oro se lo llevó Estados Unidos por segunda vez.

## Equipos participantes
- Brasil
- Ecuador
- Estados Unidos
- Nicaragua
- Panamá
- Perú
- Puerto Rico
- Venezuela

## Resultados
| Posición | Selección      |
| -------- | -------------- |
|          | Estados Unidos |
|          | Puerto Rico    |
|          | Venezuela      |
| 4°       | Brasil         |
| 5°       | Panamá         |
| 6°       | Ecuador        |
| 7°       | Nicaragua      |
| 8°       | Perú           |